# Hallusvuori
Hallusvuori är en kulle i Finland. Den ligger i Masko i landskapet Egentliga Finland, i den sydvästra delen av landet, 160 km väster om huvudstaden Helsingfors. Toppen på Hallusvuori är 50 meter över havet.
Terrängen runt Hallusvuori är huvudsakligen platt. Runt Hallusvuori är det ganska tätbefolkat, med 52 invånare per kvadratkilometer. Närmaste större samhälle är Åbo, 17,4 km sydost om Hallusvuori. I omgivningarna runt Hallusvuori växer i huvudsak barrskog.